# Saturday Nights & Sunday Mornings
Saturday Nights & Sunday Mornings è il quinto album di studio dei Counting Crows, pubblicato il 24 marzo 2008.

## Tracce
1. 1492 – 3:51
2. Hanging Tree – 3:51
3. Los Angeles – 4:41
4. Sundays – 4:21
5. Insignificant – 4:14
6. Cowboys – 5:23
7. Washington Square – 4:17
8. On Almost Any Sunday Morning – 2:58
9. When I Dream of Michelangelo – 3:10
10. Anyone But You – 5:25
11. You Can't Count On Me – 3:17
12. Le ballet d'or – 5:02
13. On a Tuesday in Amsterdam Long Ago – 4:57
14. Come Around – 4:31